# Sloanea brevipes
Sloanea brevipes är en tvåhjärtbladig växtart som beskrevs av George Bentham. Sloanea brevipes ingår i släktet Sloanea och familjen Elaeocarpaceae. Inga underarter finns listade i Catalogue of Life.